# Moreiras (Toén)
Moreiras (llamada oficialmente San Pedro de Moreiras) es una parroquia y un lugar del municipio español de Toén, en la provincia de Orense, Galicia.

## Historia
Hacia mediados del siglo XIX, la parroquia, ya por entonces perteneciente a Toén, tenía contabilizada una población de 1036 habitantes. Aparece descrita en el undécimo volumen del Diccionario geográfico-estadístico-histórico de España y sus posesiones de Ultramar de Pascual Madoz con las siguientes palabras:

MOREIRAS (San Pedro de): felig. en la prov., part. jud. y dióc. de Orense (1 leg.), ayunt. de Toen. sit. á la izq. del r. Miño y al O. de la cap. de prov., con buena ventilacion y clima sano. Tiene mas de 200 casas repartidas en las ald. de Airas, Moreiras, Trelle, Trellerma, y el cas. de la Pereiriña. La igl. parr. (San Pedro), se halla servida por un cura de término y patronato laical. Confina el térm. N. Mugares: E. Valenzana; S. Sobrado del Obispo, y O. Toen. El terreno participa de monte y llano; hácia el S. tiene un cerro bastante elevado denominado Castro de Trelle; y en varios puntos brotan fuentes de buenas aguas que sirven para beber y otros objetos. Los caminos son locales y malos, dirigiéndose algunos á diferentes puntos de la prov. prod.: vino, centeno, maiz, algun trigo y cebada, legumbres, hortaliza y pocas frutas: se cria ganado vacuno, de cerda, lanar y cabrio; y caza de varias especies. pobl.: 208 vec., 1,036 alm. contr. con su ayunt. (V.)
(Madoz, 1848, p. 596)

## Organización territorial
La parroquia está formada por tres entidades de población:
- A Conchada
- As Airas
- Moreiras

## Demografía

### Parroquia
| Gráfica de evolución demográfica de Moreiras (parroquia) entre 2000 y 2023 |
|                                                                            |
| Datos según el nomenclátor publicado por el INE.                           |

### Lugar
| Gráfica de evolución demográfica de Moreiras (lugar) entre 2000 y 2023 |
|                                                                        |
| Datos según el nomenclátor publicado por el INE.                       |